# 葉夫蘇赫
49°12′38″N 39°18′9″E / 49.21056°N 39.30250°E
葉夫蘇赫（烏克蘭語：Євсуг）是位於烏克蘭東部的村莊，由盧甘斯克州舊比利斯克區的比洛沃茨克市鎮負責管轄。該村位於葉夫蘇赫河畔，面積11.3平方公里，海拔高度101米，2001年人口1,740。